# Оберэльзас (ландграфство)

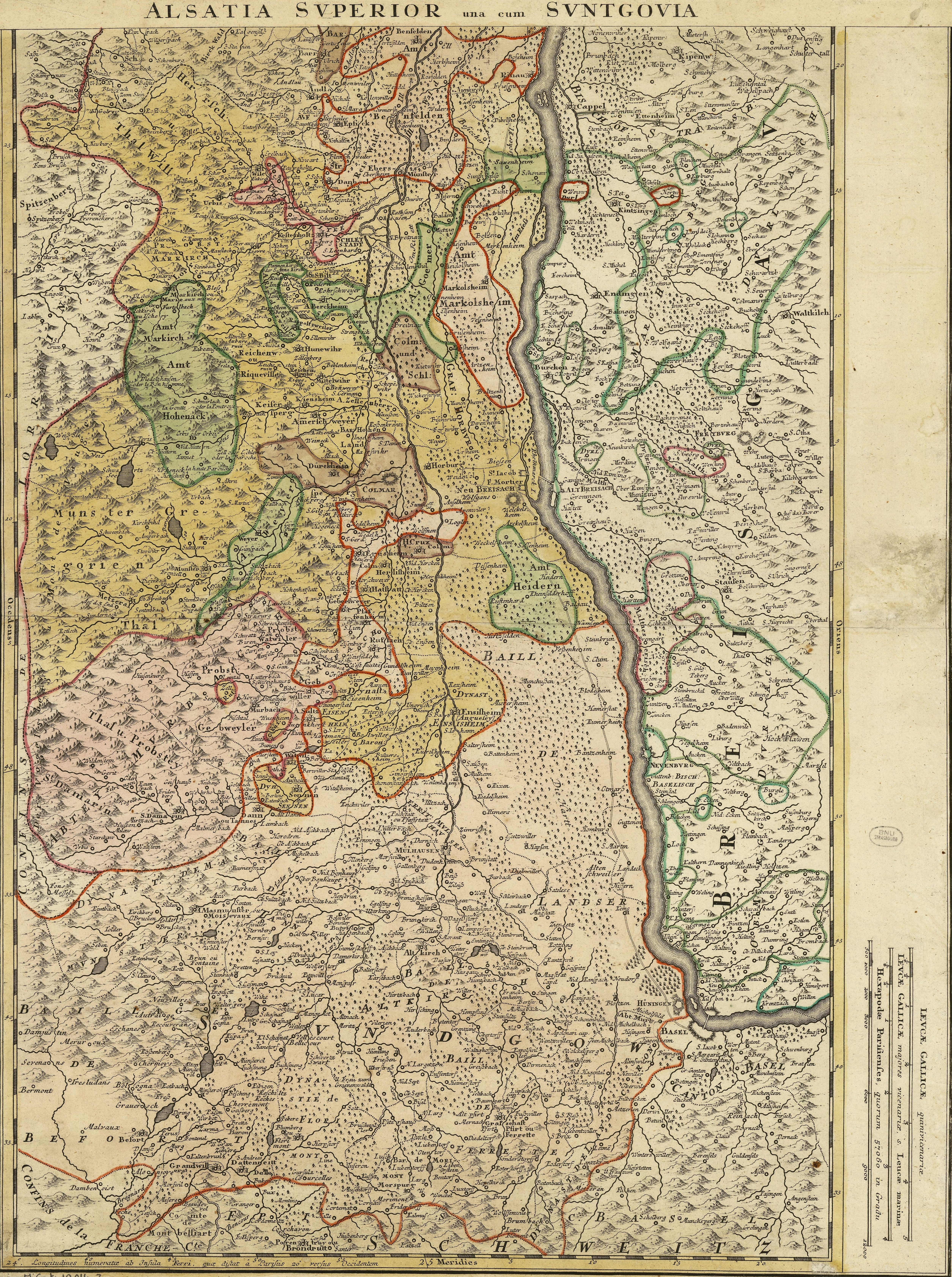
Карта Верхнего Эльзаса и Зундгау в XVI веке. Автор — Даниэль Спеклин

Верхний Эльзас (нем. Oberelsaß, фр. Haute-Alsace), Оберэльзас или южный Эльзас — ландграфство Священной Римской империи с центром в Энсисхайме и Ландсере, находилось к северу от графства Ферретт (Пфирт). Графы из династии Габсбургов управляли данной территорией с 1130-х годов и вплоть до её уступки Франции в XVII-м веке.

## История ландграфства
Альбрехт III, граф Габсбург, получил от императора Фридриха I в 1186 году право на управление землями Верхнего Эльзаса. Сын Фридриха, герцог Фридрих V, был его лордом с титулом герцога Эльзасского (Elisatiae dux).
9 мая 1469 года герцог Карл Смелый Бургундский приобрел земельный участок в Верхнем Эльзасе и графство Ферретт за 50 000 рейнских флоринов. Во время его покупки земельный участок был в большой степени заложенным. Ландсер был заложен Тюрингу фон Халлвиллу за 7000 флоринов. 20 сентября Карл назначил Петера фон Хагенбаха «главным судебным исполнителем (Landvogt) Ферретта и Эльзаса» со своим представительством в Энсисхайме. Этот чиновник был преемником предыдущего назначенного австрийцами Ландвогта, и, таким образом, находился на службе у высшей эльзасской высшей власти. Ландвогтей (бейливик) самого Эльзаса представлял собой имперское управление, затем заложенное у Курфюршества Пфальц.
14 апреля 1646 года имперский посол Траутмансдорф в ходе переговоров о прекращении Тридцатилетней войны предложил французам «Верхний и Нижний Эльзас и Зундгау под названием Ландгравиат Эльзаса». Такой территории не было, так как в то время Эльзас был разделен на несколько юрисдикций, принадлежащих конкурирующим державам. Эрцгерцог Фердинанд Карл держал свои земельные владения в Верхнем Эльзасе, в то время как его родственник управлял ландвогтеем (бейливиком) в Хагенау с протекторатом над Декаполем (лига десяти имперских городов).
После 1648 года французский король назначал королевских чиновников для управления региональной администрацией с титулом Великий Префет. Последним «Оберландвогтом» старого порядка был принц Сен-Мори де Монбаррей, который бежал в Саарбрюккен в 1791 году ещё до первых беспорядков в ходе революции.